# Johannes Hieronymus Kapsberger
Johann(es) Hieronymus Kapsberger(ook Giovanni Girolamo Kapsberger) (Venetië, ca. 1580 – Rome, 17 januari 1651) was een Duits-Italiaans componist, teorbist en luitist uit de late zestiende eeuw en eerste helft van de zeventiende eeuw. Hij maakte naam als bespeler van de luit en de chitarrone en was een geliefd componist.

## Levensloop
Kapsberger werd geboren in Venetië als zoon van Duitse ouders. Mogelijk was zijn vader Wilhelm in 1579 meegekomen met de Oostenrijkse aartshertogen, die in dat jaar Venetië incognito bezochten. Wilhelm (in het Italiaans: Guglielmo) was vervolgens werkzaam als legerofficier, waarbij niet duidelijk is of hij in dienst was van de Habsburgers of van Venetië. Johann Kapsberger omschreef zichzelf later als een Duitse edelman. Over zijn jeugdjaren is verder niets bekend.

### Eerste muziekuitgave
In 1604 bleek Kapsberger in Venetië te zijn waar hij zijn eerste werk liet uitbrengen: Libro primo d'intavolatura di Chitarrone.
Voor die tijd verbleef hij mogelijk in Napels. Of hij hier ook zijn echtgenote Girolama de Rossi heeft leren kennen, is niet bekend. Wel werd hun dochter Dorotea in januari 1604 in Napels gedoopt.

### Rome
Vanaf maart 1606 woonde het echtpaar Kapsberger in Rome. Op 17 juni van dat jaar kregen ze hier hun tweede kind: Anna Maria. Een jaar later volgde zoon Giovanni Francesco, die waarschijnlijk al snel overleed. In 1608 stierf dochter Dorotea aan vergiftiging. Op 31 maart 1611 kreeg het echtpaar opnieuw een zoon: Filippo Bonifacio.
In 1609 verscheen Kapsbergers eerste Romeinse muziekuitgave, een bundel madrigalen. Een jaar later verscheen Libro primo di villanelle.
Kapsberger schreef muziek in diverse stijlen, waardoor hij breed gewaardeerd werd. Hij verbleef in de hoogste kringen, onder andere in de nabijheid van paus Urbanus VIII, en zijn invloed op het muziekleven in Rome was groot. Voor de paus componeerde hij missen in de stijl van Palestrina. Hij overspeelde echter zijn hand toen hij in de Sixtijnse Kapel probeerde het muziekrepertoire van Palestrina te vervangen door zijn eigen composities. Kapsberger trok zich nu terug uit het openbare leven. In 1632 verscheen in Rome nog wel zijn - laatste - muziekuitgave.

### Armoede
De sociale status van Kapsberger was flink gedaald. In 1648 werd het gezin geregistreerd als woonachtig in een armenhuis. Een jaar later trouwde hun dochter Clarice Vittoria met Ferdinandus Cheler, mogelijk een bekende van de familie. Cheler was dan wel niet van adellijke afkomst, maar waarschijnlijk zag de verarmde Johann Kapsberger dit huwelijk als een goede verzekering voor zijn dochter.
Kapsberger overleed op 17 januari 1651 en werd nog op dezelfde dag te Rome begraven. Zijn nalatenschap bestaat uit zeker een twintigtal boeken met onder andere luit-, chitarrone-, gitaartabulaturen, liederen, sinfonia's, madrigalen en aria's.
- Biblioteca Nacional de España: XX1177487
- Bibliothèque nationale de France: cb138958514 (data)
- CiNii: DA07501310
- Gemeinsame Normdatei: 102551227
- International Standard Name Identifier: 0000 0001 0906 4033
- Library of Congress Control Number: n82077239
- Nationale Bibliotheek van Letland: 000067300
- MusicBrainz: 5d0aee72-d7cf-4455-a95d-9eea556c960e
- Nationale Bibliotheek van Tsjechië: pna2006312064
- Nationale Bibliotheek van Israël: 987007446305305171
- Nederlandse Thesaurus van Auteursnamen: 070088004
- Istituto Centrale per il Catalogo Unico: LO1V145948
- SNAC: w6qg2d9x
- Système universitaire de documentation: 113801378
- Trove: 1304744
- Virtual International Authority File: 59479166
- WorldCat: E39PBJtH3yMHPQbwwMgfKDGPwC